# Fisklösen (Karlskoga socken, Värmland, 657227-143165)
Fisklösen är en sjö i Karlskoga kommun i Värmland och ingår i Göta älvs huvudavrinningsområde. Sjön är 5,5 meter djup, har en yta på 0,0079 kvadratkilometer och är belägen 130 meter över havet.